# Gamate
Gamate（ゲーメイト、台:超級小子）は、1990年に台湾のBit Corporation社（普澤公司）から発売された携帯型ゲーム機である。Bit社の倒産後はハードの生産を担当していたUMC（聯華電子股份有限公司）の子会社だった敦煌科技（Funtech Entertainment）が販売を引き継いだ。 台湾以外では、中国、オーストラリア、ヨーロッパの一部、アメリカ、南アメリカでも発売されていた。

## 概要
台湾のBit Corporation社（普澤公司）から発売された携帯型ゲーム機である。Watara SupervisionやMega Duckなどのゲーム機と同じく、任天堂 ゲームボーイ（1989年発売）の影響を露骨に受けた「類似品」携帯ゲーム機の一つではあるが、発売が1990年と、これらの「類似品」勢の中では比較的早期に発売された部類に入る。
画面はモノクロのドットマトリクス液晶、CPUはUMC UA6588F（後期型はNCR 81489、いずれにしてもMOS 6502のカスタムチップ）、音源はAY-3-8910（いわゆるPSG音源）を搭載しており、スペックとしては当時の8-bitゲーム機としては標準的な部類である。台湾の大手半導体メーカーであるUMC（聯華電子）が製造を担当しており、ゲームボーイの「類似品」勢の中ではハードの品質は高い方である。
当初は台湾発の携帯ゲーム機として期待されていたのか、台湾のゲーム雑誌、テレビCM、果ては海賊版のファミコンのin1カセットの裏面 など至る所に広告を出していたが（海賊版ファミカセとGamateのメーカーが同じであったことが示唆される）、売れ行きはゲームボーイが当時の台湾で既に人気を博していたこともあり、商業的には失敗に終わり、Bit Corporationは1992年に営業を停止した。サードパーティが付かず、この時期はBit Corporationがソフトを独占的に供給していた。台湾版の初期型Gamateにバンドルされた『Cube-Up』（『テトリス』のパチモノ）など、初期のソフトは全てパチモノで、台湾でも半ばイロモノ扱いだった。
特筆すべき点として、海外への輸出を積極的に行っており、輸出先の国でも代理店を通じてGamateの広告を展開していたことから、台湾以外の国でもそれなりに知名度がある。例えば、アメリカではAlston社が、イギリスではCheetah Marketing社が販売していた。しかし、これらも商業的には失敗に終わり、中国以外の販売代理店のほとんどは1992～1993年頃にはGamateから撤退した。
Bit Corporationの営業停止後も、UMCはGamate本体とゲームソフトの生産を継続し、UMCの子会社である敦煌科技（Funtech）の名義で販売を継続した。この頃にはある程度のオリジナル性があるゲームもリリースされ始めたが、売上げは上がらないまま一向に変わらなかった。本体裏面に貼られたシリアルナンバーからの推測によると、1993年には製造を終了した模様。台湾での販売は1994年まで続けられた。
なお、敦煌科技は1995年に据置機のSuper A'Canを発売しており、その意味でGamateはSuper A'Canの兄弟機と言えるが、最終的に敦煌科技はSuper A'Canの失敗により600万ドルの赤字を出して倒産し、UMC本体にもその巨大な赤字がのしかかった。

## 仕様
- CPU : UMC UA6588F (初期) /NCR 81489 (後期) （いずれもMOS 6502カスタム）
- RAM : 16KB
- ROM : 2KB
- ソフト : カートリッジ式　(PCエンジンのHuCARDに似た形のカードROMカセットで供給された。)
- 画面 : 128x96 LCD、4階調モノクロ
- サウンド : 不明　スピーカーはモノラル出力だが、付属のイヤホンを使うことでステレオ音声になる。
- 電源：単3形乾電池4本 / 専用電源アダプター
- 通信ポート：シリアル通信ポート搭載 （別売りの通信ケーブルで対戦プレイが可能）
- 駆動時間 : 20 時間

## カラーバリエーション
- 黒
- 白(台湾、中国版のみ)

の2種類がある。

## 周辺機器
| 名称             | 備考 |
| ---------------- | --- |
| ステレオイヤホン | 本体同梱品である。イヤホン端子に接続して使用できる。本体スピーカーではモノラルだったサウンドをステレオで聴ける。 |
| 6V ACアダプター  | 本体同梱品である。電池なしでGamateに電源を供給する。                                                             |
| 通信ケーブル     | 2台のＧamate本体（通信対応のソフトも2つ必要）の拡張端子同士を接続して、通信対戦を可能になる。                    |

## ソフトウェア
Gamateのゲームの特徴はテトリスやロードランナーなどのクローンゲームや他社の著作物を部分的に引用している山寨ゲームが多い。しかしオリジナルのゲームもいくつか開発している。現時点で72本のゲームが確認されているが、これらのゲームの情報が少ないためまだ未確認のゲームがあると思われる。また、Bit CorporationとUMC以外でGamateのゲームの開発に関わっているメーカーは少なくともGamtecとHengmao Electronicsが開発していることが判明している。

## 各国の代理店違い
台湾、中国以外では、地元の販売代理店を通してアメリカ、南アメリカ、ヨーロッパ圏、オーストラリアでも名前を変えてない発売されていた。
- 台湾：誠明企業→敦煌科技（超級小子）
- 中国：中穎電子（超级神童）
- イギリス：Cheetah
- イタリア：GIG
- スイス：Uranium
- ドイツ： Yeno
- アメリカ： Alston
- アルゼンチン：Electrolab
- スウェーデン：PlayMix

などがある。

### 参考資料
1. ↑  “Gamateの広告(1)（繁体字中国語）”. 2018年1月3日閲覧。
2. ↑  “Gamateの広告(2)（繁体字中国語）”. 2018年1月3日閲覧。
3. ↑  “Gamateの広告(3)（英語）”. 2018年1月3日閲覧。
4. ↑  “Gamateについて(英語)”. 2018年1月3日閲覧。
5. ↑  “Other Companies (英語)”. 2018年1月3日閲覧。